# Хорошеозерська сільська рада
Хорошео́зерська сільська́ ра́да — адміністративно-територіальна одиниця та орган місцевого самоврядування у Ніжинському районі Чернігівської області. Адміністративний центр — село Хороше Озеро.

## Загальні відомості
- Населення ради: — 1 241 особа станом на 2001 рік.

На території сільради діє Хорошеозерська загальноосвітня школа І—ІІІ ступенів імені Героїв Крут.

## Населені пункти
Сільській раді підпорядковані населені пункти:
- с. Хороше Озеро
- с. Остер
- с. Українка

## Історія
Хорошеозерська сільська рада утворена у 1918 році. Стала однією з 26-ти сільських рад Борзнянського району і одна з 16-ти, яка складається більше, ніж з одного населеного пункту.

## Склад ради
Рада складається з 12 депутатів та голови.
- Голова ради: Редевич Микола Іванович
- Секретар ради: Галаган Ольга Миколаївна

### Керівний склад попередніх скликань
| Прізвище, ім'я, по батькові     | Основні відомості                                                 | Дата обрання | Дата звільнення |
| ------------------------------- | ----------------------------------------------------------------- | ------------ | --------------- |
| Кобижський Григорій Миколайович | Сільський голова, 1960 року народження, член Народної партії      | 26.03.2006   | 31.10.2010      |
| Редевич Микола Іванович         | Сільський голова, 1966 року народження, освіта середня спеціальна | 31.10.2010   |                 |

Примітка: таблиця складена за даними сайту Верховної Ради України

### Депутати
За результатами місцевих виборів 2010 року депутатами ради стали:

#### За суб'єктами висування
| Суб'єкт висування                                       | Кількість обраних депутатів | %    |
| ------------------------------------------------------- | --------------------------- | ---- |
| Народна партія                                          | 5                           | 41,7 |
| Політична партія Всеукраїнське об'єднання «Батьківщина» | 5                           | 41,7 |
| Партія регіонів                                         | 2                           | 16,7 |

#### За округами
| № округу                                                | Прізвище, ім'я, по батькові | Дата визнання обраним | Освіта  | Партійна приналежність                        | Відомості про обраного депутата                                |
| ------------------------------------------------------- | --------------------------- | --------------------- | ------- | --------------------------------------------- | -------------------------------------------------------------- |
| Народна Партія                                          |                             |                       |         |                                               |                                                                |
| 8                                                       | Галаган Ольга Миколаївна    | 03.11.2010            | середня | член Народної партії                          | сільська рада, секретар                                        |
| 9                                                       | Губенко Надія Петрівна      | 03.11.2010            | вища    | член Народної партії                          | сільська рада, головний бухгалтер                              |
| 10                                                      | Василенко Надія Андріївна   | 03.11.2010            | вища    | член Народної партії                          | сільська рада, касир                                           |
| 11                                                      | Заєць Віра Митрофанівна     | 03.11.2010            | вища    | член Народної партії                          | тимчасово не працює                                            |
| 12                                                      | Рожок Володимир Борисович   | 03.11.2010            | вища    | член Народної партії                          | СТОВ «Нива», помічник завідувачки                              |
| Партія регіонів                                         |                             |                       |         |                                               |                                                                |
| 2                                                       | Сорокіна Поліна Андріївна   | 03.11.2010            | вища    | позапартійна                                  | Хорошеозерська дільнична лікарська амбулаторія, головний лікар |
| 5                                                       | Кантур Володимир Степанович | 03.11.2010            | вища    | член Партії регіонів                          | сільськогосподарське ТОВ «Нива», бригадир дільниці механізації |
| Політична партія Всеукраїнське об'єднання «Батьківщина» |                             |                       |         |                                               |                                                                |
| 1                                                       | Бодун Алла Григорівна       | 03.11.2010            | вища    | член Всеукраїнського об'єднання «Батьківщина» | загальноосвітня школа, вчитель                                 |
| 3                                                       | Алєксєєнко Ірина Андріївна  | 03.11.2010            | вища    | член Всеукраїнського об'єднання «Батьківщина» | загальноосвітня школа, вчитель                                 |
| 4                                                       | Плескач Олена Юріївна       | 03.11.2010            | середня | член Всеукраїнського об'єднання «Батьківщина» | дитячий садок, завідувачка                                     |
| 6                                                       | Петриченко Іван Дмитрович   | 03.11.2010            | вища    | член Всеукраїнського об'єднання «Батьківщина» | СТОВ «Нива», ветлікар                                          |
| 7                                                       | Іванова Ніна Іванівна       | 03.11.2010            | вища    | член Всеукраїнського об'єднання «Батьківщина» | загальноосвітня школа, кухар                                   |